# Babaküçə
Babaküçə è un comune dell'Azerbaigian situato nel distretto di Lerik. Conta una popolazione di 378 abitanti.